# اللغة المادورية

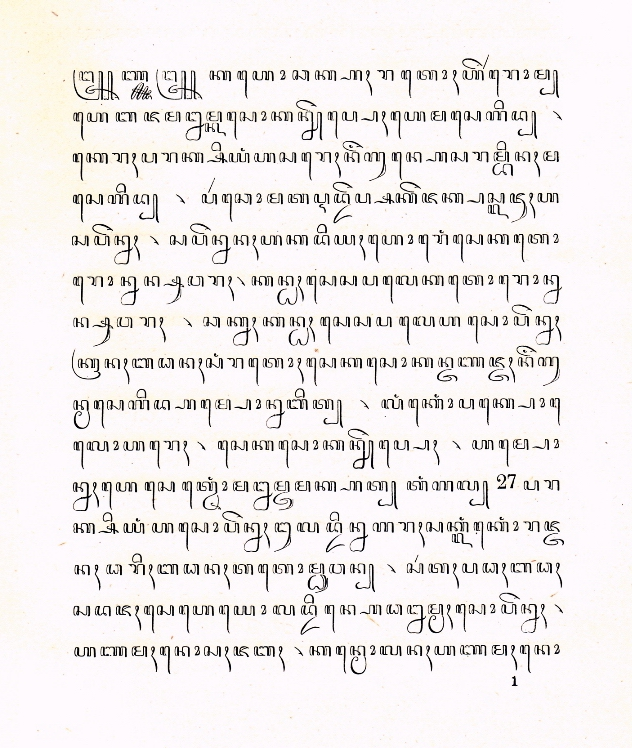
اللغة المادورية بالخط الجاوي

اللغة المادورية هي لغة أسترونيزية من العائلة الفرعية الإندونيسية يتحدث فيها الشعب المادوري الأصلي الذي يعيش في جزيرة مادورا وجاوة الشرقية، إندونيسيا ؛ ويتحدث بها أيضًا المهاجرون إلى الأجزاء الأخرى من إندونيسيا، تعد الجزء الشرقي من جاوة (بما في ذلك باسوروان وسورابايا ومالانج إلى بانيوانجي) ، وجزر ماسالامبو وحتى بعضها في كاليمانتان. لقد كتب بالشكل التقليدي بالخط الجاوي ، لكن النص اللاتيني ونص بيجون (المستند إلى النص العربي ) يستخدم الآن بشكل أكثر شيوعًا. ويقدر عدد المتحدثين بها، على الرغم من تقلصه، بنحو 10 إلى 13 مليون نسمة، مما يجعلها واحدة من أكثر اللغات انتشارا في البلاد. اللغة الباوية المادورية، وهي لهجة مادورية، يتحدث بها أيضًا أحفاد الباويانيين في ماليزيا وسنغافورة.
مادوريز هي لغة مالايو-سومباوان من عائلة اللغات الماليزية-البولينيزية ، و تعد فرع من عائلة اللغة الأسترونيزية الأكبر. و في لغتهم عدة لهجات متفرقة ، من جهة ألسنية .وهكذا، وعلى الرغم من الانتشار الجغرافي الواضح، إلا أن اللغة المادوريية ترتبط باللغات البالية والماليزية والساساكية والسوندية ، أكثر من ارتباطها باللغة الجاوية ، وهي اللغة المستخدمة في جزيرة جاوة عبر جزيرة مادورا.
تبدو الروابط بين لغات بالي-ساساك والمادوري أكثر وضوحًا في الشكل العامي (الشكل الشائع).

## علم الأصوات
تتم كتابة الحروف اللاتينية وفقًا لقواعد الإملاء لعام 2008. و تنقسم الحروف إلى حروف متحركة ، و حروف ساكنة .

### الحروف المتحركة
|          | أمام            | مركزي           | خلف             | خلف             |
| غير مدور | أمام            | مركزي           | مدور            |                 |
| -------- | --------------- | --------------- | --------------- | --------------- |
| يغلق     | ‎/[[\|i]]/‏ ꦆ ⟨i⟩ | ‎/[[\|ɨ]]/‏ ꦆ ⟨e⟩ |                 | ‎/[[\|u]]/‏ ꦈ ⟨u⟩ |
| منتصف    | ‎/[[\|ɛ]]/‏ ꦌ ⟨è⟩ | ‎/[[\|ə]]/‏ ꦄꦼ ⟨e⟩ | ‎/[[\|ɤ]]/‏ ꦄꦼꦴ ⟨â⟩ | ‎/[[\|ɔ]]/‏ ꦎ ⟨o⟩ |
| يفتح     |                 | ‎/[[\|a]]/‏ ꦄ ⟨a⟩ |                 |                 |

حروف العلة هي : ‎/[[|a]]/‏, ‎/[[|ɛ]]/‏, ‎/[[|ə]]/‏, ‎/[[|ɔ]]/‏ ونظائرها الأعلى ‎/[[|ɤ]]/‏, ‎/[[|i]]/‏, ‎/[[|ɨ]]/‏, ‎/[[|u]]/‏
في العادة تكون بالتوزيع التكميلي. يظهر لنا بعد الحروف الساكنة المجهورة آخر 4 أحرف العلة، بينما تظهر أول 4 أحرف العلة في أماكن أخرى. الحروف الساكنة و هي : ‎/[[|l]]/‏ و ‎/[[|r]]/‏ و ‎/[[|s]]/‏ ، على الرغم من أنها تعد قليلة بشكل افتراضي، إلا أنها شفافة بعد حروف العلة الأعلى . مثالاً كلمة "شراء" بدلاً من *bellè ‎/bɨllɛ/‏ 

### الحروف الساكنة
| الحرف الأنفي | الحرف الأنفي   | ‎/[[\|m]]/‏ ꦩ m (م)     | ‎/[[\|n̪]]/‏ ꦤ n (ن) | ‎/[[\|ɳ]]/‏ ꦟ n (ن)   | ‎/[[\|ɲ]]/‏ ꦚ ny (ۑ) | ‎/[[\|ŋ]]/‏ ꦔ ng (ڠ)  |                   |
| ساد          | لا صوت له      | ‎/[[\|p]]/‏ ꦥ p (ڤ)     | ‎/[[\|t̪]]/‏ ꦠ t (ت) | ‎/[[\|ʈ]]/‏ ꦛ t (ڟ)   | ‎/[[\|c]]/‏ ꦕ c (چ)  | ‎/[[\|k]]/‏ ꦏ k (ك)   | ‎/[[\|ʔ]]/‏ ' ꦃ (ء)  |
| ساد          | ذو صوت         | ‎/[[\|b]]/‏ ꦧ b (ب)     | ‎/[[\|d̪]]/‏ ꦢ d (د) | ‎/[[\|ɖ]]/‏ ꦣ ḍ (ڊ)   | ‎/[[\|ɟ]]/‏ ꦗ j (ج)  | ‎/[[\|ɡ]]/‏ ꦒ g (ࢴ)   |                   |
| ساد          | لفظ بملء النفس | ‎/[[\|pʰ]]/‏ ꦧ (bh) (ب) | t̪ʰ ꦢ dh (د)       | ‎/[[\|ʈʰ]]/‏ ꦣ ḍh (ڊ) | cʰ ꦗ jh (ج)        | ‎/[[\|kʰ]]/‏ ꦒ gh (ࢴ) |                   |
| حرف إحتكاكي  | حرف إحتكاكي    |                       | ‎/[[\|s]]/‏ ꦱ s (س) |                     |                    |                     | ‎/[[\|h]]/‏ ꦲ h (ه) |
| رعشة صوتية   | رعشة صوتية     |                       | ‎/[[\|r]]/‏ ꦫ r (ر) |                     |                    |                     |                   |
| تقريبي       | تقريبي         |                       | ‎/[[\|l]]/‏ ꦭ l (ل) |                     | ‎/[[\|j]]/‏ ꦪ y (ي)  | ‎/[[\|w]]/‏ ꦮ w (و)   |                   |

تحتوي اللغة المادورية على حروف ساكنة أكثر من اللغات المجاورة لها بسبب احتوائها على حروف ساكنة غير مسموعة، وحروف ساكنة مسموعة (عادة ما يتم نسخها تقليديًا على أنها مسموعة مسموعة)، وحروف ساكنة غير مسموعة. على غرار اللغة الجاوية ، فإنها تحتوي على تباين بين التوقفات السنخية والأسنانية (حتى التوقفات الخلفية ) . و يتحدث باللغة الجاوية أكثر من 68 مليون شخص يعيشون في المقام الأول على جزيرة جاوة .
تُستخدم الحروف التالية : ⟨f⟩ و ⟨q⟩ و ⟨v⟩ و ⟨x⟩ و ⟨z⟩ في الكلمات المستعارة للغة الجاوية.

## علم التشكيل
الأسماء المادورية لا يتم تصريفها حسب الجنس ويتم جمعها عن طريق التكرار. ترتيب الكلمات الأساسي هو الموضوع – الفعل – المفعول به. يتم التعبير عن النفي بوضع حرف النفي قبل الفعل أو الصفة أو الجملة الاسمية. كما هو الحال مع اللغات الأخرى المشابهة، هناك جسيمات سلبية مختلفة لأنواع مختلفة من النفي.

## الكلمات الشائعة
اللغة المادورية
| Madurese   | Madurese | Indonesian  | English |
| Latin      | Pèghu    | Indonesian  | English |
| ---------- | -------- | ----------- | ------- |
| lakè’      | لاكَيء    | laki-laki   | male    |
| binè’      | بِينَيء    | perempuan   | female  |
| iyâ        | إيۤا      | iya         | yes     |
| enja′      | أٓنجاْء    | tidak       | no      |
| aèng ‎[aɛŋ]‏ | أئَيڠ     | air         | water   |
| arè        | أرَي      | matahari    | sun     |
| mata       | ماتا     | mata        | eye     |
| sengko'    | سَيڠكَوء   | aku/saya    | I/me    |
| bâ'na      | بۤاءنا    | kamu/engkau | you     |

### الأرقام
| Madurese | Madurese | Indonesian | English |
| Latin    | Pèghu    | Indonesian | English |
| -------- | -------- | ---------- | ------- |
| sèttong  | سَيتَّوڠ    | satu       | one     |
| duwâ'    | دووۤاء    | dua        | two     |
| tello'   | تٓلَّوء     | tiga       | three   |
| empa'    | اۤمڤاء    | empat      | four    |
| lèma’    | لَيماء    | lima       | five    |
| ennem    | اۤنّٓم      | enam       | six     |
| pètto’   | ڤَيتَّوء    | tujuh      | seven   |
| bâllu’   | بۤالّوء    | delapan    | eight   |
| sanga′   | ساڠاء    | sembilan   | nine    |
| sapolo   | ساڤَولَو   | sepuluh    | ten     |

## نص العينة:
من المادة (1) من الإعلان العالمي لحقوق الإنسان 1948.
اللاتينية
Sâdhâjâna orèng lahèr mardhika esarengè dhrajhât klabân ha'ha' sè Padâ. Sâdhâjâna èparèngè akal sareng nurani bân kodhu areng-sareng akanca kadhi tarètan.
أكسارا بيغو

(ساڊۤاجۤانا عَورَيڠ لاهَير مارڊيكا عَيسارۤڠَي ڊرۤاجۤات کلابۤان هاء۲ سَي پادۤا. ساڊۤاجۤانا عَيڤارَيڠَي أکال سارۤڠ نوراني كَوڊو أرۤڠ-سارۤڠ أكانچا كاڊي تارَيتان. )
الترجمة
"يولد جميع البشر أحرارًا ومتساوين في الكرامة والحقوق، وهم وهبوا العقل والضمير وعليهم أن يعاملوا بعضهم بعضًا بروح الإخاء."